# 信長之野望系列
信長之野望系列是由日本遊戲軟體開發商光荣（現光荣特库摩遊戲）製作與發行的歷史戰略模拟游戏系列，以日本戰國時代作為全系列的背景設定。自1983年於個人電腦平台推出首作起，已歷經16部本傳作品，續作橫跨多個遊戲平台，為光荣特库摩旗下發展最為長久的遊戲系列。截至2018年，系列作品的全球累計出貨數已超過1000萬份。

## 概略
《信長之野望系列》為光榮開發出的多個歷史模擬遊戲系列之起源，與光榮在其後推出並於華語地區較為知名的《三國志系列》在類型上相似，但遊戲背景設定在日本戰國時代，玩法為培養己方實力，後逐步消滅其他大名（領主）勢力，以統一全國為目標。
2代《全国版》於1988年登上红白机平台，是光荣首度进军家用主机平台的游戏。自3代《戰國群雄傳》開始在個人電腦平台上推出中文版本，此外早期也發行過英語版本，自2005年的12代《革新》起再度發行英語版。

## 歷代系列作
| 1983 | 信长之野望 |
| 1984 |            |
| 1985 |            |
| 1986 | 全国版     |
| 1987 |            |
| 1988 | 战国群雄传 |
| 1989 |            |
| 1990 | 武將風雲錄 |
| 1991 |            |
| 1992 | 霸王传     |
| 1993 |            |
| 1994 | 天翔记     |
| 1995 |            |
| 1996 |            |
| 1997 | 将星录     |
| 1998 |            |
| 1999 | 烈风传     |
| 2000 |            |
| 2001 | 岚世記     |
| 2002 | 苍天录     |
| 2003 | 天下创世   |
| 2004 |            |
| 2005 | 革新       |
| 2006 |            |
| 2007 |            |
| 2008 |            |
| 2009 | 天道       |
| 2010 |            |
| 2011 |            |
| 2012 |            |
| 2013 | 创造       |
| 2014 |            |
| 2015 |            |
| 2016 |            |
| 2017 | 大志       |
| 2018 |            |
| 2019 |            |
| 2020 |            |
| 2021 |            |
| 2022 | 新生       |

自5代《霸王傳》開始在個人電腦平臺發行「威力加強版」，此後移植家用主機時，通常已包含威力加強版的內容。早年，臺灣由「第三波」代理，從9代《嵐世記》開始由分公司「臺灣光榮」發行。

### 本篇
1. 信長之野望 （1983年3月30日）
2. 信長之野望·全国版 （1986年10月）
3. 信長之野望·戰國群雄傳 （1988年12月）
4. 信長之野望·武將風雲錄 （1990年12月12日）
5. 信長之野望·霸王傳 （1992年12月4日）
6. 信長之野望·天翔記 （1994年12月）
7. 信長之野望·將星錄 （1997年3月）
信長之野望·將星錄 威力加強版 （1998年1月5日）
8. 信長之野望·烈風傳 （1999年3月8日）
信長之野望·烈風傳 威力加強版 （1999年8月27日）
9. 信長之野望·嵐世記 （2001年2月10日）
信長之野望·嵐世記 威力加強版 （2001年8月3日）
10. 信長之野望·蒼天錄 （2002年6月28日）
信長之野望·蒼天錄 威力加強版 （2003年2月14日）
11. 信長之野望·天下創世 （2003年9月13日）
信長之野望·天下創世 威力加強版 （2004年3月26日）
12. 信長之野望·革新 （2005年6月22日）
信長之野望·革新 威力加強版 （2007年9月14日）
13. 信長之野望·天道 （2009年9月18日）
信長之野望·天道 威力加強版 （2010年12月17日）
14. 信長之野望·創造 （2013年12月12日[2]）
信長之野望·創造 威力加強版 （2014年12月11日）
信長之野望·創造 戰國立志傳 （2016年3月24日）
15. 信長之野望·大志 （2017年11月30日）
信長之野望·大志 威力加強版 （2019年2月14日）
16. 信長之野望·新生 （2022年7月21日））
信長之野望·新生 威力加強版 （2023年7月20日）

### 攜帶型機種版本
| 遊戲名稱                     | 對應機種 | 發售日         | 採用核心版本 |
| ---------------------------- | -------- | -------------- | ------------ |
| 信長之野望Game Boy版         | GB       | 1990年10月10日 |              |
| 信長之野望WonderSwan版       | WS       | 1999年3月11日  |              |
| 信長之野望Game Boy版2        | GB       | 1999年4月9日   | 戰國群雄傳   |
| 信長之野望Game Boy Advance版 | GBA      | 2001年9月28日  | 武將風雲錄   |
| 信長之野望·天翔記            | PSP      | 2005年9月1日   |              |
| 信長之野望·將星錄            | PSP      | 2005年12月22日 |              |
| 信長之野望·烈風傳 威力加強版 | PSP      | 2006年3月23日  |              |
| 信長之野望DS版               | NDS      | 2006年4月27日  | 烈風傳       |
| 信長之野望·竊國頭腦戰        | NDS      | 2008年6月26日  |              |
| 信長之野望DS版2              | NDS      | 2008年7月31日  | 武將風雲錄   |
| 信長之野望·全國版            | iOS      | 2010年8月18日  |              |
| 信長之野望·蒼天錄 威力加強版 | PSP      | 2011年8月4日   |              |
| 信長之野望·天道 威力加強版   | PSV      | 2012年9月27日  |              |
| 信長之野望·全國版            | Android  | 2012年12月2日  |              |
| 信長之野望·創造              | PSV      | 2014年5月29日  |              |
| 信長之野望201X               | Android  | 2015年5月11日  |              |
| 信長之野望201X               | iOS      | 2015年5月11日  |              |
| 信長之野望201X               | PSV      | 2016年1月7日   |              |
| 信長之野望·武將風雲錄        | Android  | 2017年12月20日 |              |
| 信長之野望·大志              | Android  | 2018年3月29日  |              |
| 信長之野望·烈風傳            | Android  | 2019年2月27日  |              |

### 第三方廠商之合作版本
1. 宝可梦+信长之野望（2012年3月17日，NDS版）
2. 信長之野望·老子們的戰國（2016年12月12日 - 2019年12月3日，Android、iOS版）
3. 信喵之野望 喵APP（2018年7月30日 - 2020年5月11日，Android、iOS版）

### 網路連線對戰版本
1. 信長之野望Internet
2. 信長之野望Online
3. 100萬人的信長之野望（社交網站遊戲）
4. 信喵之野望（網頁遊戲）

## 外部連結
- 日本 GAMECITY 信長之野望‧創造 with 威力加強版 官方網站 （页面存档备份，存于）（日語）
- 臺灣 GAMECITY 信長之野望‧創造 with 威力加強版 官方網站 （页面存档备份，存于）（繁體中文）
- 日本 信長之野望 ‧ 創造 戰國立志傳 官方網站 （页面存档备份，存于）（日語）
- 臺灣 信長之野望 ‧ 創造 戰國立志傳 官方網站 （页面存档备份，存于）（繁體中文）